# زقاق المايلة (مسلسل)
زقاق المايلة مسلسل سوري عرض 1972م، من إخراج شكيب غنام ، وتأليف عدنان حبال.

## قصة المسلسل
قدّم المسلسل  دراما  اجتماعية، ويُعتبر من أحد الأعمال التلفزيونية السورية الرائدة. قدّم المسلسل تصويراً واقعياً لحياة زقاق دمشقي تقليدي هو زقاق المايلة، والقصص الإنسانية التي تدور فيه والتفاعلات الاجتماعية بين سكانه من أفراح وأحزان وأحلام وصراعات.

## الممثلون
- ملك سكر
- عمر حجو
- منى واصف  (ضيفة الشرف)
- هالة شوكت
- أسامة الروماني[5]
- عدنان بركات
- فايزة الشاويش
- علي الرواس
- نور كيالي
- عصام عبه جي
- أحمد أيوب
- محمد خير حلواني
- يوسف شويري
- هاشم قنوع
- عدنان أبو الشامات
- عدنان حبال
- عبدالله النشواتي (أبو شاكر)
- عبدالسلام الطيب
- ياسين بقوش
- أديب شحادة
- أنور البابا (أم كامل)
- أحمد طرابيشي

تأليف :عدنان حبال   (إقتباس وإعداد) محمود دياب (عن مسرحية "زوبعة" ل)
انتاج :الهيئة العامة للإذاعة والتلفزيون السورية (التلفزيون السوري)  و  سعيد شيخاني   (مساعد إنتاج)
ديكور :حسان أبو عياش  مهندس الديكور
ماكياج: عبدالرحمن كرزون
صوت :توفيق حمصي
أدوار متعددة أسماء فيومي  (رسوم)
تصوير : حبيب عبود